# Ditrichum
Ditrichum (deutsch Doppelhaarmoose) ist eine kosmopolitisch verbreitete Gattung von Laubmoosen aus der Familie Ditrichaceae.

## Merkmale
Moose der Gattung Ditrichum sind aufrechte, einfache oder manchmal wenig verzweigte, lockere oder dichtere Rasen bildende Pflanzen und wachsen auf Erde und Felsen. Der Stämmchenquerschnitt weist einen Zentralstrang auf. Die feucht aufrecht-abstehenden Blätter sind aus der eiförmigen Basis lanzettlich bis lang pfriemenförmig, die Blattränder ganzrandig oder oben gezähnt. Die kräftige Blattrippe nimmt an der Basis etwa ein Sechstel bis ein Drittel der Blattbreite ein. Die gewöhnlich glatten Blattzellen sind unten rechteckig bis linealisch, oben rechteckig bis quadratisch. Blattflügelzellen sind nicht differenziert.
Die Sporenkapsel auf der langen Seta ist zylindrisch, aufrecht oder geneigt, die 16 Peristomzähne sind bis auf den Grund in jeweils zwei fadenförmige Schenkel gespalten oder perforiert. Der Kapseldeckel ist kegelig oder kurz geschnäbelt, die Kalyptra ist kappenförmig. Oft werden Rhizoidgemmen gebildet, die der vegetativen Vermehrung dienen.

## Systematik und Arten
Ditrichum ist innerhalb der Familie Ditrichaceae die artenreichste Gattung. Nach Stech & Frey zählt sie weltweit 69 Arten, nach anderen Quellen werden 85 bis 90 Arten angegeben.
In Deutschland, Österreich und der Schweiz sind folgende Arten vertreten:
- Ditrichum flexicaule
- Ditrichum gracile
- Ditrichum heteromallum
- Ditrichum lineare
- Ditrichum pallidum
- Ditrichum plumbicola
- Ditrichum pusillum
- Ditrichum zonatum